# Slap Happy Lion
Slap Happy Lion (1947) – amerykański film animowany.